# Bosnia ed Erzegovina ai Giochi della XXIX Olimpiade
La Bosnia ed Erzegovina ha partecipato alle Giochi della XXIX Olimpiade di Pechino, svoltisi dall'8 al 24 agosto 2008, con una delegazione di cinque atleti.

## Atletica leggera
| Gara               | Atleta        | Tempo     | Posizione |
| ------------------ | ------------- | --------- | --------- |
| Maratona femminile | Lucija Kimani | 2h 35'47" | 42        |

| Gara           | Atleta     | Qualificazioni | Qualificazioni | Finale | Finale |
| Gara           | Atleta     | Misura         | Pos.           | Misura | Pos.   |
| -------------- | ---------- | -------------- | -------------- | ------ | ------ |
| Getto del peso | Hamza Alić | 19,87 m        | 17             |        |        |

## Judo
| Gara   | Atleta     | Tabellone principale                 | Tabellone principale                    | Tabellone principale | Tabellone principale | Tabellone principale | Ripescaggi                       | Ripescaggi                        | Ripescaggi | Ripescaggi |
| Gara   | Atleta     | Sedicesimi                           | Ottavi                                  | Quarti               | Semifinali           | Finale               | 1º turno                         | Quarti                            | Semifinali | Finale     |
| ------ | ---------- | ------------------------------------ | --------------------------------------- | -------------------- | -------------------- | -------------------- | -------------------------------- | --------------------------------- | ---------- | ---------- |
| 100 kg | Amel Mekić | Adler Volmar (Stati Uniti) 0200-0000 | Askhat Zhitkeyev (Kazakistan) 0001-1010 |                      |                      |                      | Talal Alenezi (Kuwait) 1100-0001 | Daniel Hadfi (Ungheria) 0011-1001 |            |            |

## Nuoto
| Gara           | Atleta      | Batterie | Batterie | Semifinali | Semifinali | Finale | Finale |
| Gara           | Atleta      | Tempo    | Pos.     | Tempo      | Pos.       | Tempo  | Pos.   |
| -------------- | ----------- | -------- | -------- | ---------- | ---------- | ------ | ------ |
| 100 m farfalla | Nedim Nišić | 57"16    | 64       |            |            |        |        |

## Tiro
| Gara                         | Atleta         | Qualificazioni | Qualificazioni | Finale    | Finale       | Finale |
| Gara                         | Atleta         | Punteggio      | Pos.           | Punteggio | Punt. totale | Pos.   |
| ---------------------------- | -------------- | -------------- | -------------- | --------- | ------------ | ------ |
| Carabina 10 m aria compressa | Nedžad Fazlija | 588            | 35             |           |              |        |
| Carabina 50 m a terra        | Nedžad Fazlija | 586            | 45             |           |              |        |
| Carabina 50 m tre posizioni  | Nedžad Fazlija | 1148           | 43             |           |              |        |